# James Gleick
James Gleick (Nova Iorque, 1954) é um escritor, jornalista e ensaísta estadunidense.
Suas obras versam fundamentalmente sobre temas e pessoas da tecnologia e ciências. Em especial seu livro sobre a história da teoria do caos e sua biografia de Richard Feynman foram best-seller.
Formado pela Universidade Harvard em 1976, trabalhou dentre outros no The New York Times.

## Obras
- 1987 Chaos: Making a New Science, Viking Penguin. (ISBN 0670811785)
- 2008 Chaos: Making a New Science, Revised edition, Penguin Books. (ISBN 0143113453)
- 1990 (com Eliot Porter) Nature's Chaos, Viking Penguin. (ISBN 0316609420)
- 1992 Genius: The Life and Science of Richard Feynman, Pantheon Books. (ISBN 0679747044)
- 1992 Genius: The Life and Science of Richard Feynman, Voyager Expanded Books.
- 2011 Genius: The Life and Science of Richard Feynman, Kindle Edition, Open Road Media. (ISBN 0679747044)
- 1999 Faster: The Acceleration of Just About Everything, Pantheon. (ISBN 067977548X)
- 2000 (editor) The Best American Science Writing 2000, HarperCollins. (ISBN 0060957360)
- 2002 What Just Happened: A Chronicle from the Electronic Frontier, Pantheon. (ISBN 0375713913)
- 2003 Isaac Newton, Pantheon. (ISBN 1400032954)
- 2011 The Information: A History, a Theory, a Flood. Nova Iorque: Pantheon Books. (ISBN 9780375423727)